# 한국민주당
한국민주당(韓國民主黨, 영어: Korea Democratic Party, KDP) 또는 줄여서 한민당(韓民黨)은 1945년 9월 16일 결성된 한국의 보수주의, 반공주의, 우익 정당으로, 사회운동단체인 대한독립촉성국민회를 제외하면 한국독립당과 함께 미군정기의 양대 우익정당이었으며, 대내외적으로 호남 지주 중심의 친일파 정당으로 인식되었다.
한국민주당에 참가한 정당단체는 1945년 8월 18일 원세훈이 창당한 고려민주당, 8월 28일 김병로, 백관수 등이 창당한 조선민족당, 9월 2일 장덕수, 백남훈, 윤보선 등이 창당한 한국국민당, 9월 7일 송진우, 김성수 등이 조직한 국민대회준비회 등이었다. 9월 6일 조선민족당·한국국민당은 한국민주당이라는 명칭으로 통합할 것을 선언하였고, 여기에 국민대회준비회가 가세해 9월 16일 한국민주당이 정식으로 출범하였다. 초대 수석총무(당수)는 송진우였으나 1945년 12월 30일 한현우 등의 총격에 암살되었고, 이후 임시 수석총무는 원세훈이 맡았다. 이 사이 정치부장 장덕수 역시 1947년 12월 2일 박광옥 등에게 암살되었다. 제2대 수석총무는 김성수가 되었다.
1945년 12월 모스크바 삼상회의 당시에는 신탁통치에 반대하였으나, 1947년 5월 제2차 미소공동위원회 당시부터는 찬탁에 서명한 뒤 미소공위 현장에서 반탁을 외치자고 종용하였다. 1946년 10월 좌우합작위원회의 '좌우합작 7원칙'을 비난하고 반민특위에 반대하는 과정에서 당내 독립운동가들이 대량 탈당하는 사태를 겪은 뒤 당은 점점 호남 친일 지주 중심의 정당으로 기울었다. 1948년 1월에 이승만의 단정단선론과 김구·김규식의 남북협상론이 나뉘었던 때는 단정단선론을 지지하였다. 1948년 5월 10일 제헌 국회의원 선거에서 제1당이 되었다(한국독립당은 단정단선론에 반대하여 총선에 불참하였고, 독촉국민회는 한 목소리를 내는 정당이 아닌 범우익 사회단체였다). 1948년~1949년 반민족행위특별조사위원회(반민특위)가 활동할 당시 반공을 명분으로 정재계에 전방위적으로 로비를 하는 등 적극적으로 방해하였다. 반민특위는 위원장이 한민당의 이인으로 교체된 후 결과적으로 해체되었는데, 이인은 독립운동가이면서도 "민족반역자 색출에 있어 악질적인 괴수에 그 처벌을 국한시키는 것이 필요하다"면서 반민법에는 반대해 온 인물이었다.
1948년 7월 이승만 정부 초대 내각 구성 때 이승만이 기존 약속을 어기고 한민당계 중에서 김도연 한 명만 입각시키자 반이승만 세력화를 시작, 1949년 6월 21일에는 이에 더하여 이승만이 조봉암을 입각시키고 호남 친일 지주층을 정면 공격하는 농지개혁법을 추진하자 반이승만 세력으로 완전히 굳어졌다. 다만 당시 한민당에는 김병로처럼 무상분배 방식의 강경한 농지개혁법을 지지한 사람도 있어 당내 이견은 있었을 것이며, 수석총무(당대표)였던 송진우 또한 토지개혁의 필요성을 주장했다. 농지개혁법이 통과되기 전 1949년 1월 26일 당을 해산하였고, 1949년 2월 10일 대한국민당의 일부와 합당하여 민주국민당으로 개편하였다.

## 역사

### 통합 결의 (1945)
1945년 8월 15일 일제로부터 해방되자 가장 먼저 활동을 시작한 세력은 여운형을 중심으로 하는 민족주의 좌파 세력들과 박헌영의 조선공산당을 중심으로 하는 공산주의 극좌 세력들이었다. 이때만 해도 친일파 경력이 많던 한국민주당의 기독교 계열이나 동아일보 계열의 인사들은 적극적인 정치 활동을 전개할 수 없었다.
이때 일제강점기 말기 적극적인 항일 활동을 전개하지는 않았지만, 조선총독부의 전향 압박에 협력하지도 않았던 세력들은 일제의 황국신민화 정책에 협력했던 인사들에 비해 발빠른 행보를 보일 수 있었다. 이 중 독립운동가 원세훈이 가장 먼저 정치 활동을 시작했다. 원세훈은 해방 다음 날 은거하고 있었던 평택에서 상경하여 이학수(韓學洙)의 집에 기거하면서 1945년 8월 18일 최초의 민주당계 정당으로 평가받는 고려민주당을 창당하였다.
1945년 8월 28일 김병로·백관수·조병옥·함상훈·김약수·이인 등은 서울 계동에서 조선민족당을 창당했다. 그리고 이 소식을 들은 원세훈도 합작하면서 고려민주당 세력을 이끌고 합당했다.
1945년 9월 2일 장덕수·허정·백남훈·윤치영·윤보선 등은 한국국민당을 창당했다.
1945년 9월 4일 조병옥, 김성수 등 유지는 종로 청년회관에서 임시정부 및 연합군환영준비회(臨時政府 及 聯合軍歡迎準備會)를 조직하였다.
1945년 9월 6일 대한민주당(大韓民主黨, 조선민족당의 이명으로 보인다)과 한국국민당이 한국민주당이라는 명칭으로 합당하기로 선언하였고, 강령, 정책을 발표하였다. 즉, 처음엔 한국민주당도 좌우합작 형태로 탄생한 정당이었던 것이다. 식민지 시기 친일을 하지 않았던 국내의 우익인사들이 8·15 광복 직후 한민당에 대거 참여하게 된 데에는 공산주의에 반대한다는 이념적 동질성과 함께 민족통일전선을 표방한 건국준비위원회가 조선인민공화국으로 개편되는 과정에서 좌익 세력들에 의해 독선적으로 운영되었다는 점이 주요 이유로 작용하였다.

### 한국민주당 창당 (1945)
한편 1945년 8월 15일, 일본 제국의 항복과 동시에 중도 좌파 성향의 여운형과 중도 우파 성향의 안재홍이 협력해 건국준비위원회(건준)를 발족시켰다. 그러나 건준의 본질적인 중도적 정치노선 성향은 박헌영의 공산주의 계열이 주도권을 잡아 주도해 나아감에 따라 변질되어 갔고, 그 상태로 1945년 9월 6일 조선인민공화국(인공) 수립이 선포됐다.
그러자 1945년 9월 7일 송진우·김성수·서상일·김준연·장택상·설의식 등 동아일보 계열 및 우익 인사들은 건준에 대항하여 국민대회준비회(국준)를 조직하였다. 창당 멤버의 한사람인 조병옥에 의하면 한민당의 주 목적은 건준 타도라고 하였다. 한국민주당은 건국준비위원회를 타도하는 활동과 그 다음 소위 조선인민공화국과 인민위원회, 조선민주주의민족전선 등의 좌익 집단을 성토, 타도하는 데 중대한 역할을 하였다. 당시 인민위원회의 조직은 지방 방방곡곡으로 뻗쳐 있었고, 조선민주청년동맹이라는 것도 결성되어 있었다. 이들의 조직을 타도하는 것이 한민당의 첫 당면 과제였다는 것이다.
1945년 9월 8일 한국민주당 발기인들은 "대한민국 임시정부 외의 정권을 참칭하는 일체의 단체 및 그 행동은 그 어떤 종류를 불문하고 단호히 배격함"을 선언하면서 건국준비위원회와 조선인민공화국을 비난하였다. 하지만 12월 중순 신익희, 장덕수, 송진우의 논쟁에서 드러났듯이 이 당시 한국민주당은 임시정부의 권위가 필요했을 뿐 진정성 있게 임정봉대를 한 것은 아니었다.
수석총무(당대표)였던 송진우는 당시 난립해있던 여러 정치단체들이 서로 사상이 다르겠지만 우선은 법통을 가진 임시정부를 중심으로 단결하여 국제사회에서 독립국가로 승인받아 민족의 독립을 완성해야 한다는 입장을 보였다.
"우리는 우리 민족의 완전한 자주독립국가 수립을 기(期)합니다. 전 민족이 일치단결하여 임시정부를 절대 지지함으로써 완전한 독립국가로 승인을 받지 않으면 아니되겠습니다. 물론 사상이 다르고 정책이 다른점도 있겠지만 현 단계에 있어서 3천만 민중의 신성한 임무는 무엇보다도 민족의 독립을 완성함에 있다는 것을 자각하여 사상의 정사(正邪)를 운위(云謂)하고 정책의 시비를 논할 때가 아니라는 것을 알지 않으면 안될 것입니다. 지엽적 문제로 민족의 대도(大道)를 그릇한다면 그 죄과는 용허(容許)할 수 없는 것입니다."

ㅡ 1945년 12월, 한국민주당 수석총무 송진우

1945년 9월 9일 미 24군단이 한반도 38도 이남에 입성하여 미군정을 선포하였다.
1945년 9월 10일 한민당계 인사인 오긍선이 미군 장교를 접선, 송진우의 한민당을 소개해주었다. 그리고 9월 11일 군정사령관과 미정보참모부(G-2)는 한민당을 대표한 조병옥, 윤보선, 윤치영 등을 만나 한반도 상황을 듣게되는데, 이들 한민당 세력들은 '건준을 비롯한 인공은 "일본과 협력한 한인집단"에 의해 조직되었으며, 여운형은 "한인들에게 잘 알려진 부일 협력 정치인"이다.'라고 주장하였다.

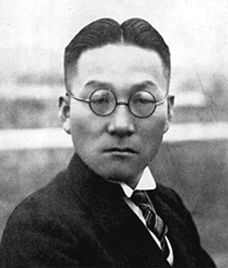
한국민주당 초대 수석총무 고하 송진우

1945년 9월 16일 천도교 강당에서 당원 1600명이 참석한 가운데 한국민주당이 정식 출범하였다.
한민당은 친일파를 직접 대표자로 선출하지는 않았지만 지주와 함께 친일파 세력을 상당수 포섭했기 때문에 처음부터 민중들로부터 지지 기반이 매우 약했다. 한민당은 이승만, 서재필, 김구, 이시영, 문창범, 권동진, 오세창 등 임정 간부와 항일 독립운동가들을 영수로 추대하였다. 그러나, 이들 중 5인은 아직 해외에 있었고 국내에 있던 권동진과 오세창은 영수직을 거절하였다. 한편 조병옥은 '김규식 박사도 당의 영수로 추대할 것'을 여러 번 건의하였으나 다른 한민당 당원들에 의해 번번히 묵살당했다. 조병옥은 '나는 그(김규식)에게 누구보다도 많은 기대를 가졌다'며 많이 아쉬워하였다.
1945년 9월 21일 한민당 중앙부서가 확정되었는데, 당수제 또는 최고위원제를 채택하지 않고 총무제를 채택했다. 1도(道) 1총무의 원칙에 따라 함경도의 원세훈, 전북의 백관수, 경북의 서상일, 경기의 김도연, 경남의 허정, 충남의 조병옥, 황해의 백남훈, 평안도의 김동원 등 8명의 총무를 뽑았다. 수석총무 송진우, 중앙감찰위원장 김병로, 당무부장 이인, 외무부장 장덕수가 임명되었다.
허정은 한민당은 총무 중심의 일종의 집단 지도 체제였다고 증언하였다. 조병옥은 '한민당은 집단 지도 체제인 8총무제를 채택하고 수석총무에는 송진우를 피선하고 총무에는 김병로, 이인 등과 나도 그 8총무의 한 사람으로 활동하였다'고 하였다.
조병옥에 의하면 초기 한민당은 미군정에 협력하느냐 마느냐를 놓고 의견이 분분했다고 한다. 즉 카이로 선언과 포츠담 선언에 의하여 한국이 곧 독립 정부를 수립할 수 있다고 생각했기 때문에 미군정에 굳이 협력할 필요가 있느냐 없느냐로 의견이 분분했다. 한데 당시의 국제정세에 비추어 보아 한국은 군정 단계의 훈정기(訓政期)를 거치지 않고서는 치안유지를 할 수가 없고, 또 한반도의 적화를 면치 못할 것이라는 결론을 내려 한국민주당 수뇌부에서는 와신상담의 격으로 군정에 협력하기로 결정을 하였다고 한다. 이후 한민당은 미군정의 사실상의 여당의 기능을 하였다.
1945년 9월 27일 미군정청 내무부에 신고된 한국민주당의 당원 수는 전국적으로 50,000명이었다. 이후 서울의 당 본부와 경기도 지구당을 조직하고 1945년 12월 5일 부산시 지구당, 경상남도 지구당을 결성한 뒤로는 지방 지구당 조직을 확대, 확장시켰으며, 지역의 유지, 해외 유학파, 지주, 타협적 민족주의자, 온건 민족주의자, 친일파 등이 참여하였다.

### 임정봉대론 (1945)
1945년 10월 20일 송진우의 주도로 환국지사영접위원회(일명 환국지사후원회)를 조직하여 임시정부 수반들을 맞이할 준비를 하였다.
1945년 10월 23일 이승만의 독립촉성중앙협의회에 참가하였다.
1945년 10월 25일 한민당은 긴급 간부회에서 신탁관리제 실시 절대반대를 결의하였다.
1945년 12월 중순, 국일관에서 술자리 겸한 임시정부 요인 환영회가 한국민주당에 의해 열렸다. 이 자리에서 신익희가 '국내에 있던 사람은 크거나 작거나 간에 모두 친일파'라고 발언했다. 그러자 한민당에 장덕수가 반발하여 '그렇다면 나는 어김없이 숙청감이군 그래?'라고 맞받아쳤다. 이에 신익희는 '어디 설산(장덕수) 뿐인가?'라고 맞받았다. 보고 있던 송진우가 '여보, 해공(신익희), 표현이 좀 안됐는지 모르지만 국내에 발붙일 곳도 없이된 임정을 누가 오게 하였기에 그런 큰소리가 나오는거요?'라고 말하면서 '중국에서 궁할때 뭣을 해먹고 살았는지 여기서는 모르고 있는 줄 알어라.'며 기선 제압을 했다고 한다. 송진우는 대한민국 임시정부의 권위가 필요했을 뿐, 진정으로 임시정부를 봉대하는 것이 아니었다.
1945년 12월 18일 한민당 총무 백관수의 집에 수류탄투척사건이 발생했다. 같이 식사 중이던 한국민주당 총무 김병로 외 세 사람이 같이 암살을 당할 뻔했다. 金동대문서장은 "나도 현장을 조사한 결과 이 수류탄사건은 회합을 예지하고 계획적으로 실행한 것"이라고 말했다.

### 당내 탁치 찬반론 갈등 (1945)

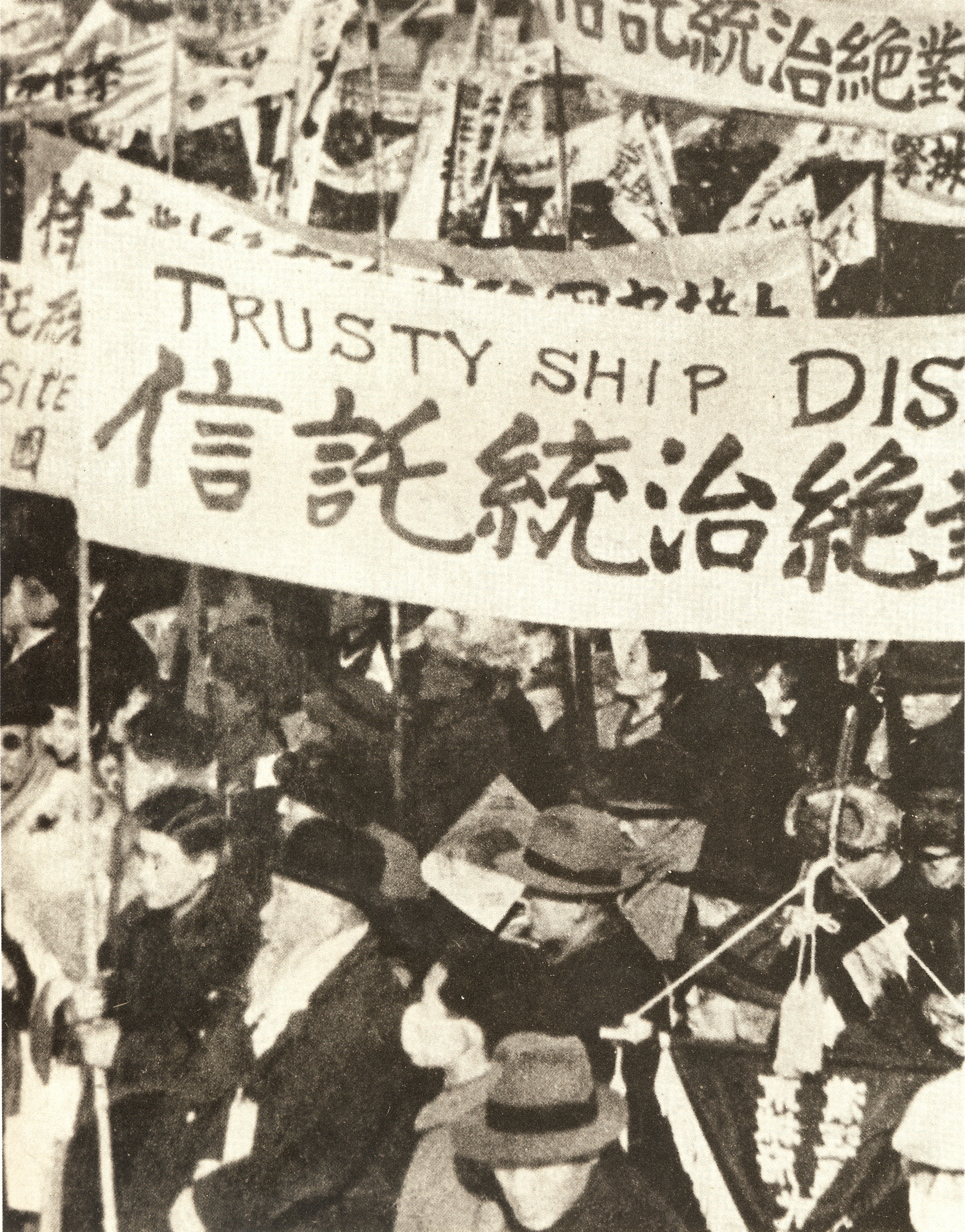
신탁통치 반대운동 집회.

1945년 12월 28일 모스크바 3상회의에서 미소공동위원회를 통해 미·소·영·중 4개국에 의한 5년간의 신탁통치를 협의하게 됐다는 사실이 알려지자 이승만, 김구 등 우익 인사들은 강력히 반발하고 신탁 통치 반대 운동을 벌였다. 그러나 한국민주당 내부는 김성수의 반탁론과 송진우의 탁치 불가피론으로 나뉘었다.
한민당 초대 수석총무였던 송진우는 신탁통치의 불가피성을 인정하고 일단 받아들일 것을 주장하였다. 12월말 송진우는 한 미국계 인사와의 인터뷰에서 주한 미군이 주둔해야 함을 역설하기도 했다. "우리들은 미군이 적어도 2년 동안은 머물러 있기를 원한다. 만일 미군이 지금 떠나게 되면 공산주의자들이 권력을 잡게 될 염려가 있다. 왜 그러냐 하면 그들은 우리들보다 조직이 더 잘 되어 있기 때문이다."
송진우는 미군정에 도전할 경우 우익 진영에게 정권을 넘기지 않고 제3의 세력에게 정권을 넘길 수도 있다고 내다봤다. 탁치의 불가피성을 역설했지만 송진우는 자신을 적극적인 탁치론자나 신탁통치에 지지하는 것으로 몰고 가는 여론을 불쾌히 여겼다.
1945년 12월 29일 오후 12시 송진우가 경교장을 찾아와 김구와 만났다. 송진우는 김구에게 신탁통치 문제에 관하여 미군정과 정면대결을 피하라고 말했다.

### 송진우 피살 사건 및 김구 세력과의 갈등 (1945)

송진우 피살 내용을 다룬 1945년 12월 31일자 동아일보 지면

1945년 12월 30일 오전 6시 10분경 종로구 원서동 자택에서 송진우 피살 사건이 발생되었다. 범인들이 쏜 탄환 13발 중 6발이 명중했다. 한민당은 일단 원세훈을 위원장에 추대하였다. 이 사건이 전해지자 미군정은 송진우 암살의 배후로 김구를 의심하고 1946년 1월 1일 김구를 미군정청으로 소환하여 경고를 주었다. 사건 전날의 정황상 한국민주당 측도 김구를 배후로 의심하였고, 그래서 사건의 진실과 무관하게 임시정부 측과 민주당 측은 갈등 관계에 놓이게 되었다.

한국민주당 제2대 수석총무 인촌 김성수

1946년 1월 7일 오후 4시 한국민주당은 김성수를 수석총무 겸 중앙집행위원회 총무로 선출하였다. 김성수는 한민당의 지도체제를 단일지도체제로 바꾸었다.
1946년 1월 8일 한민당은 반탁을 일관한다는 성명서를 발표하였다.
한편 1946년 4월 9일 경기도 경찰부는 송진우 암살범 한현우, 유근배, 김의현을 체포하였다. 이날 경찰은 한현우가 국민대회준비위원회에서 송진우를 돕고 있던 자인데 그의 지휘하에 유근배, 김의현이 권총을 발사하여 송진우를 암살한 것이라고 발표하였다. 이날 경찰 취조 결과 발표에 따르면 한현우는 1941년 12월에 와세다 대학 정경과를 졸업하고, 1943년 5월경 동경에서 국수주의자 일인 나카노 세이고(中野正剛)와 고이치 호즈미(穗積五一)을 숭배하여 이와 5년간 직간접으로 교양을 받고, 고이치 호즈미의 지지로 재일조선인 유학생 5천 명으로 조선독립연맹(朝鮮獨立聯盟)이라는 비밀결사를 조직하고 지하운동을 한 자인데, 당시 일본 경비청의 탄압이 심하므로 고이치 호즈미의 지도로 한현우는 일본 국체 연구소(日本國體硏究所)라는 간판을 내걸고 일본 황실 중심주의를 표방하다가 1944년 3월에 비밀이 탄로되어 인심교란죄로 징역 10개월 집행유예 4년을 받은 후 1945년 2월 25일경 강원도 춘천 한현우의 처가집에서 수양하다가 1945년 8월 17일 상경하여 시내 종로 2정목 마포 노량진 신당정 등으로 전전하였다. 한현우 등은 1945년 11월 초부터 여운형, 박헌영, 송진우를 매국노로 규정하고 암살 계획을 꾸미고 있었는데, 12월 말 신탁문제가 일어나 격분하여 12월 30일 오전 6시 10분경 송진우를 먼저 암살한 것이었다. 이들에게 총을 준 사람은 전백(全栢)으로 '영화(永和)기업사'라는 해운회사를 차려 사장을 지냈던 사람이었다.
1946년 9월 3일 한현우에게 일본제 권총을 내어준 한현우의 지도자 전백에 관한 공판이 있었다. 1947년 2월 14일 한현우는 최종 언도공판에서 징역 15년을 선고받았다. 1948년 9월 5일 한현우는 옥중 인터뷰에서 "송진우 씨 암살 사건에 관해서는 범행 당시나 지금이나 별로 심경의 변화가 없습니다"라고 했고 자신이 "대한임정 지지자"라고도 했다. 1950년 한현우는 마포형무소 복역 중 6.25 전쟁 당시 북한군에 의하여 석방되었다가 9·28 서울 수복 당시 자수하지 않고 부산을 통해 일본으로 건너갔다. 1960년대에 이르러 신원이 확인되었는데, 한홍건(韓弘健)이라는 이름으로 일본에서 일본 여성과 결혼하였다.

### 우익진영 대통합 거부 (1946)
1946년 3월 20일 제1차 미소공동위원회가 개최되었다.
제1차 미소공동위원회에서 소련은 미국의 예상대로 모스크바 3상회의 합의문을 지지하지 않는 반탁 세력을 과도정부 구성에서 제외해야 한다고 주장했다. 또한 소련은 “북한 주민도 모스크바 협정문을 받아들인다”고 주장했다. 이에 1946년 4월 이승만과 김구는 밀사 김욱을 조만식에게 파견하였다. 밀사로 파견된 김욱을 접견한 조만식은 자신의 이름을 사용하는 것은 방임하면서도 직접 문서에 서명하지 않았다. 대신 밀사는 조만식의 유고시 그를 대행하는 이윤영의 서명을 받아서 이승만과 김구에게 제출했고, 소련 측에 대한 반박자료로 미소공동위원회에 제출되었다.
미소공위에 대한 영향력을 키우기 위해 민족주의진영 통합에 나선 한국독립당은 1946년 3월 22일 국민당과의 통합을 선언하였다. 4월 7일에는 한국독립당, 국민당, 한민당, 신한민족당 등 4당 합동교섭위원 합당 협의를 하였는데, 한민당 측이 '중앙위원수와 인선배치가 명확치 않아 당을 헌납하는 결과밖에 되지 않는다'고 하여 통합에 난항을 겪었다. 이에 김구는 4월 9일 이승만을 방문하여 한국독립당 중앙집행위원장을 맡아 줄 것을 요청하였다. 그러나 이승만은 '정당에 얽매이지 않은 거국적이고 초당적인 국민 운동의 필요'하다며 거부하였다. 4월 18일 한국독립당으로의 통합에 국민당, 신한민족당만이 참여하였고 한민당은 이탈하였다.

### 남한 단독 정부 수립론 지지 (1946)
1946년 6월 3일 이승만은 전북 정읍에서 가진 유세에서부터 남한 단정론을 주장하기 시작했다. "이제 우리는 무기 휴회된 공위가 재개될 기색도 보이지 않으며, 통일 정부를 고대하나 여의케 되지 않으니 우리는 남방만이라도 임시정부 혹은 위원회 같은 것을 조직하여 38 이북에서 소련이 철퇴하도록 세계 공론에 호소하여야 될 것이다. 여러분도 결심하여야 될 것이다. 그리고, 민족 통일기관 설치에 대하여 지금까지 노력하여 왔으나 이번에는 우리 민족의 대표적 통일기관을 귀경한 후 즉시 설치하게 되었으니 각 지방에서도 중앙의 지시에 순응하여 조직적으로 활동하여주기 바란다."
1946년 6월 5일 이승만은 전라북도 이리(익산)에서는 "일반 민중이 초조해서 지금은 남조선만이라도 정부가 수립되기를 고대하며 혹은 선동하는 중이다"라고 말했고, 이러한 주장은 6월 25일 경기도 개성에서도 이어졌다.
이승만은 정읍 발언을 통해 본격적으로 '민족주의 대 공산주의' 프레임을 띄웠으나 반응은 시원찮았다. 1946년 6월 5일 한국독립당, 조선인민당 등은 즉시 단독 정부 수립에 반대하였고, 6월 11일 미군정의 아처 러취도 단독 정부 수립에 반대하였고, 6월 12일 비상국민회의와 민주의원은 단독 정부 수립에 반대하며 이승만이 그런 주장을 했다는 것도 헛소문인 것 같다고 입장을 밝혔다. 한국민주당 등 소수만이 이승만을 지지하였다.

### 좌우합작 7원칙 비판 및 대량 탈당 사태 (1946)
1946년 7월 25일 좌우합작위원회 정식 출범을 전후로 한국민주당은 초지일관 좌우합작위원회를 비판 내지는 비난하였다. 한민당은 '좌우합작 7원칙' 중 토지 개혁 문제에 있어서 '유상몰수 무상분배'를 반대하고 '유상몰수 유상분배'를 주장하였다. 그러자 이에 반발한 한민당원들이 대량 탈당하는 사태가 벌어졌다.
즉 1946년 10월 8일 원세훈, 한흥주, 이매응, 이건웅, 주광성, 10월 9일 한민당 청년부장 박명환(朴明煥), 공남헌, 현동완, 장공일, 이병헌, 최동식, 유흥산, 한학수, 이민흥, 정학용, 박태선, 한동수, 이상은, 이수억, 이정수, 한필수, 10월 10일 이순탁(李順鐸), 10월 11일 김용국 등 17명이 탈당하였다. 1946년 10월 14일 김성수는 "좌우합작을 적극적으로 지지"한다고 급히 말을 바꿔 사태를 수습하려 했으나, 10월 21일 김약수, 손영극 외 89명, 11월 28일 최양옥, 박용희, 김병수, 신현창 외 17명, 12월 5일 김상규 외 중앙집행위원 4명과 대의원 1명과 당원 82명, 12월 17일 박원식 등 58명 등 탈당 행렬이 계속됐다.
이 대량 탈당 사태로 인해 당은 왜소화됐지만, 오히려 당론이 통일되고 당내 결속이 강화되고 일원적인 당운영이 가능하게 되어서 민주당(1955) 때까지 극우노선을 꾸준히 견지하게 되었다.
1946년 11월 8일 한민당은 좌우합작위원회를 중심으로 한 입법기관(남조선과도입법의원)이 설립된다고 하자 이에 반박하는 성명서를 발표했다. 그 이후에도 좌우합작위원회를 계속 견제하였다.
한민당은 유상매수 유상분배를 주장했다. 저렴한 대가 내지는 국가에 토지세를 상환해서 갚아나가는 것이었다. 허정에 의하면 '한민당은 모든 농민에게 자기 땅에 씨앗을 뿌리는 기쁨을 주기 위해 농민이 땅을 사서 사유화하는 유상분배의 원칙을 세웠다.'는 것이다. 가난한 농민을 위해 국가가 지주로부터 토지를 사들여 농민에게 분배하고, 농민은 땅값을 국가에 장기 분할로 갚아나가고, 지주는 토지를 매각한 자금으로 산업 자본가로 전환하는 토지의 합리적 재편성을 의도했던 것이다.
그러나 막상 1949년 6월 21일 농지개혁법이 제정되고 유상몰수 유상분배식의 농지개혁법이 시행되니까 이승만 정부에 심한 반기를 들었고, 농지개혁법이 농지에만 한정되고 임야 등은 제외된다는 점을 악용, 바닷가 논을 염전으로 바꿔 농지 개혁 대상에서 벗어나는 행각을 벌이기도 했다. 그리고 이 짓을 벌인 사람이 바로 한민당 당수 김성수였다. 이는 당시 김성수의 친동생이자 삼양사의 창업주인 김연수 (1896년)가 형제의 고향인 전북 고창에 국내 최초의 민영염전인 해리염전을 추진했던 것으로, 일제가 염전을 이북 지역에 집중적으로 개발했기에 남한에서는 소금 부족이 국가적 문제였다고 한다. 1949년 생산 첫해에 8998가마의 천일염을 '삼양소금'이라는 이름으로 전국에 공급하게 되었다.

### 각 세력과의 갈등

한국민주당 정치부장 설산 장덕수

1946년 11월 23일 김구는 서울신문 1주년 축사에 자신의 정치적 포부를 밝혔다. 그 중 친일청산에 관한 발언의 요지는 다음과 같다. '친일분자 숙청은 마땅하지만 그 죄상을 □衝하지 않고 그저 자기 마음에 안 들면 용서할만한 자도 기어이 매장하라고 한다. 왜적 이상으로 나쁜 친일분자는 감히 머리도 들지 못하고, 죄가 비교적 가벼운 무리도 자숙하는 태도를 보이건만, 소위 황국의 성전을 위해 글장이나 쓰고 연설쯤 한 것은 문제도 되지 않는다면서 도리어 날뛰는 무리를 대할 때에는 구역질이 나지 아니 할 수 없다.' 사실상 한국민주당을 지목하여 비난한 것이었다.
1947년 2월 5일 미군정의 민정장관으로 중도파 인사 안재홍이 임명되고, 각 부처의 장 및 도지사를 한국인으로 바꾸고 미국인을 고문으로 임명했다. 미군정 기구에 중도파가 파고들어오는 것을 경계한 한민당은 민정장관 안재홍을 맹렬하게 공격하였다. 한민당의 공격은 너무 거셌으며, '1개월을 넘지 않는 동안 저 자를 쫓아내고야 말겠다'고 공언하기까지 했다. 또한 각종 연설과 삐라 등으로 터무니없는 억지식 논리로 안재홍을 몰아붙여서 비방하였다. 심지어 미군정 내에 한민당계 고위 관리들은 5월 하순 민정장관 안재홍이 내린 인사 발령까지 거부하였다.

### 제2차 미소공동위원회 당시 (1947)
1947년 5월 21일 제2차 미소공동위원회가 개최되었다.
미소공위 참가여부 문제를 놓고 우익진영이 분열되었다. 5월 30일 이승만은 미소공위 참가 여부 문제로 방문한 민주당 장덕수에게 참가 보류를 강경히 주장하였다. 6월 4일 반탁 진영 대표자 대회가 열렸는데 참가 불참 여론이 반반으로 갈렸다. 이때 미소공위 참가를 주장한 단체와 대표는 한국민주당 장덕수, 大韓勞總 전진한, 靑年總同盟 유진산, 全靑 이성수(李成株), 全女總盟 황애덕(黃愛德), 獨促婦人會 박승호(朴承浩), 天道敎輔國黨 이진해(李鎭海), 己未獨立 류홍, 儒道會 이재억(李載億), 黃海會 함석훈(咸錫勳)이었다. 6월 10일 한민당은 미소공위 참가를 선언하며 우익진영의 미소공위 참가를 종용하였다. 이에 이승만은 "공위 참가할 사람은 5호 성명에 서명(찬탁)하기로 되었는 즉 회의에 참가해서 신탁을 반대할 수 있다는 말은 우리로서는 해석키 곤란하다. (중략) (5호 성명에) 서명해서 (신탁통치를) 지지하기로 속이고 들어가서 반대하겠다는 것은 자기의 신의를 무시하는 자이니... (후략)"라며 한민당을 비판하였다. 6월 13일 한민당은 미소공위에 대한 우익의 참가를 종용하였다. 6월 20일 한민당은 우익 진영의 미소공위 참가를 종용하기 위해 임시정부의 권위를 앞세운 임정수립대책협의회를 구성하였다. 그러나 정작 한국독립당 등 임시정부 측은 임정수립대책협의회에 참여하지 않았다. 6월 22일 한국독립당은 미소공위 참가 여부 문제로 3당으로 분립하였다. 한국독립당이 미소공위에 불참한다고 하자, 이에 반발한 박용희·안재홍 등 혁신파는 신한국민당을, 권태석 등 민주파는 민주한독당을 각각 결성하여 미소공위에 참가하기로 하였다. 이렇게 우익 진영은 미소공위 참가 여부 문제로 한민당 중심, 이승만·김구 중심, 유림 중심의 3파로 분립하였다.
1947년 10월 18일, 제2차 미소공동위원회가 결렬되면서 장덕수는 '미소공동위원회에 대해 더는 기대할 것이 없다'고 판단하고 단정 수립 지지로 선회했다. 이어 그는 유엔에 호소해 총선거를 실시해야 한다고 판단, 1947년 9월 김성수와 함께 미국 특사 웨드마이어를 찾아 남한 단독 정부 수립의 불가피함을 주장하였다.

### 김성수 암살 미수 사건 (1947)
1947년 11월 28일 호남선 열차에서 김성수가 암살 당할 뻔한 일이 있었다.
1947년 12월 23일 경무부장 조병옥은 조선해양청년단(朝鮮海洋靑年團) 소속의 백영기(白英基), 문균석(文均錫) 등이 여운형 피살 사건에 대한 복수를 하기 위해 김성수와 조병옥을 노렸던 거라고 밝혔다.
미군정에 첩보에 의하면 김구는 김성수의 암살을 기도하려다가 실패하였다고 한다.

### 장덕수 피살 사건과 김구 세력과의 결별 (1947)
1947년 12월 2일 저녁 6시 50분경 장덕수가 자택인 청설장(聽雪莊)을 방문한 박광옥, 배희범(裵熙範)의 총격을 받고 병원으로 입송되었으나 과다출혈로 사망하였다.
1947년 12월 4일 미군정 경찰은 박광옥, 배희범을 체포하였다.
1947년 12월 23일 국민의회는 장덕수 피살 사건과 관련하여 애국자들이 검거되고 있는 것에 대해 유감을 표시하였다.
1948년 1월 16일 수도청장 장택상은 장덕수 살해 혐의로 한독당 중앙위원 김석황을 체포하였다.
박광옥은 종로경찰서의 경사로 근무하는 경찰관이었다. 배희범은 연대상과 2년생으로 초등학교 교사였다. 김석황은 한독당 중앙위원이자 국민의회 정무위원 겸 동원부장이자 대한보국의용단(대한독립의용단) 단장이자 임시정부에 관여한 인물이었다. 또한 이들은 모두 한국독립당 소속이었다.
1948년 1월 21일 한국민주당은 임정수립대책협의회를 한국독립정부수립대책협의회로 개칭, 사실상 임시정부 측과의 결별을 선언하였다.
1948년 2월 26일 군정장관 윌리엄 F. 딘은 김석황, 조상항(趙尙恒), 신일준(辛一俊), 손정수(孫禎洙), 김중목(金重穆), 최중하(崔重夏), 박광옥, 배희범, 조엽(趙燁), 박정덕(朴鼎悳)이 장덕수 피살 사건의 범인이라고 발표하였다.
1948년 3월 2일 장덕수 피살 사건 제1회 공개재판에서 미군 검찰은 권총·사진 등과 함께 김구가 관련되어 있다는 내용의 '피고인 진술서'를 증거로 제출 하였다. 김구가 장덕수 암살사건의 배후 혐의로 미군정의 재판을 받게 되자, 건국실천원양성소 소원 50여 명은 혈서를 써서 군정청에 항의하였다.
1948년 3월 8일 미국 군율재판 위원회는 북미합중국 대통령 트루만의 명의로 1948년 3월 12일 오전 9시에 출정하라는 소환장을 김구에게 발부하였다. 같은 날인 3월 8일 이승만은 김구의 장덕수 피살 사건 관련설을 믿을 수 없다고 일축하였다. "김주석 부하에 몇 사람의 무지망동한 범죄로 김 주석에게 누가 미치게 한 것은 참으로 통탄할 일이다."
1948년 3월 12일 미군 군사법정에 증인심문을 받았다. 김구를 심문한 미군정청 군법무관들은 대위, 소령, 중령급이었다. "(問) 선생의 제자격인 피고인들이 진술한 것마다 왜 한결같이 선생과 관련한 내용으로 부합 일치될까요? (答) 알 수 없지요. 그러니까 모략이라 생각됩니다." "(問) 누구의 모략이란 말이요? (答) 그것을 이루 다 말하자면 모단체나 개인에 관한 것이 나오겠지만 어쨌든 나는 왜놈 이외에는 죽일 리가 없다."
1948년 3월 15일 오후 공판에서 배희범은 "정권을 잡기 위하여 신탁을 시인하는 미소공위에 참가한 것", "해방전 공산당은 민족주의자들로 조직되었는데 장덕수는 그때 공산당의 이론분자였다"는 것, "일본 헌병대의 촉탁 국민총연맹의 고문으로 학생들을 격려하여 학병을 장려하는 등 친일적 행동을 한 것" 때문에 장덕수를 암살했다고 증언하였다.
1948년 3월 17일 제11회 공판 내용에 따르면 박광옥, 배희범 등 용의자들은 장덕수 등 요인 암살을 목적으로 1947년 8월 한양의원에서 대한혁명단을 조직하였다. 최중하의 진술에 따르면 원래 안재홍·배은희·장덕수를 암살하려 했으나 "안재홍 씨는 찬탁을 부르짖은 죄는 크나 그후 남북 통일을 제창하게 되었으므로 용서하였고 배은희는 그 정치적 실력이 크지 못하므로 제거하지 않아도 좋을 것으로 결정되어 오직 장덕수 1인을 죽이기로 된 것"이었다고 하였다.
1948년 4월 1일 제21회(최종) 공판에서 김석황, 趙尙恒, 辛日俊, 孫禎洙, 金重穆, 崔重夏, 박광옥, 배희범 등 8명에게 교수형이 선고됐고, 趙燁, 朴鼎悳 등 2명에게 징역 10년이 선고되었다.
1948년 4월 22일 존 하지는 군사위원회의 판결을 검토 후 중앙청공보부를 통하여 다음과 같은 최후적 조치를 발표하였다. "1) 박광옥 및 배희범의 사형은 승인하나 그 집행은 추후 재심할 시까지 보류함. 2) 김석황·申一俊·金重穆·崔重夏의 사형은 종신형으로 감형함. 3) 趙尙恒 및 孫禎秀의 사형은 10년형으로 감형함. 4) 趙燁 및 朴鼎悳의 10년형은 5년형으로 감형함."

### 내각인선 작업과 이승만과의 갈등 (1948)
단정 수립론에 적극 지지하던 한민당은 UN 소총회의 결의 결과 발표와 미군정법령 제175호 및 국회의원 선거법에 따라 1948년 5월 10일 제헌국회의원 선거에 참여했다. 한민당은 1948년 5월 10일 제헌 국회의원 선거에서 90명의 입후보자 중 29명의 당선으로 총 유효 투표의 13%의 의석을 차지하여 제1당이 되었다.
1948년 7월 27일 이승만의 국무총리 지명을 앞두고 국회의 3대 파벌인 독촉국민회, 한민당, 한국독립당계 무소속 의원들은 각각 신익희, 김성수, 조소앙을 지지하고 있었다. 그러나 이승만은 이 날 국회에서 조선민주당의 당수 이윤영을 국무총리 지명자로 발표하며 인준을 요청하였고, 이에 각 파벌들은 크게 당황하였다. 이승만이 이윤영을 지명한 이유에는 통일을 다짐하는 의미에서 국무총리라도 이북 출신을 지명해야 한다는 판단도 있었지만, 무엇보다도 원내 3대 파벌의 후보를 일부러 기피했기 때문이었다. 한민당 측 인사를 지명할 경우 탄탄한 원내 기반을 바탕으로 강력한 국정 운영이 가능하지만 친일세력인 한민당계에 대한 비토 여론이 워낙 강하기 때문에 심각한 국론 분열이 예견되고, 한국독립당 계열의 인사를 기용하면 다수의 임시정부 인사들이 새 정부의 임정 법통 계승을 부정하는 상황에서 명분 및 국민 지지를 다질 수 있으나 임정계와 비임정계의 갈등이 격화될 수 있다는 문제가 있었다. 이승만의 인준 요청 후 곧바로 이윤영 국무총리 임명 승인안에 대한 무기명 표결을 진행한 결과 총 투표수 193표 중 찬성 59표, 반대 132표, 기권 2표로 부결되었다. 이윤영의 총리인준이 실패하자 이승만은 이윤영을 지청천과 함께 초대 내각의 무임소 장관에 입각시켰다. 내각 인선시 이승만은 조봉암을 농림부장관으로 발탁하기도 했다. 조선공산당 출신 전향자였던 조봉암의 발탁은 파격 인사였으며, 이후 이승만은 조봉암 등을 통해 농지개혁법을 추진하였다. 농지 개혁을 통해 한민당과 토착 지주 세력의 기반인 농지를 실제 농민에게 분배하여 한민당과 지주 세력을 약화시키려는 목적도 있었다. 상공부 장관에는 그의 측근이었던 임영신이 발탁되었는데, 대한민국 최초의 여성 장관이다.
1948년 7월 28일 이승만은 이화장에서 의원들이 정부 수립도 전에 진영 논리에 함몰돼 국가 재건을 방해하고 있다고 비판하는 담화를 발표하였다. 이후 이승만은 이범석을 국무총리에 내정하였다. 그러자 1948년 7월 30일 김성수는 이범석을 자택에 초대하였다. 김성수는 이범석에게 한민당 전원이 이범석 국무총리 인준에 동의하는 조건으로 내각의 8석을 요구했고, 이범석은 그 제의를 수용하였다.
한편 1948년 7월 30일 한민당 내에선 이승만의 담화를 두고 호남파와 이승만파 간의 내분이 발생했다. 노익환은 "전일 대통령의 담화는 국회 내에서는 세력이 불순한 동기로 뭉쳐있는 것 같이 해석되는데 이러한 대통령의 태도는 너무나 독선적이며 마치 제국주의에 있어서의 천황과 같은 태도라 할 것이다"라고 모욕했고, 이에 윤치영은 "우리의 영도자를 일제 천황에 비하여 모욕하는 언사를 쓰는 노익환 의원이야말로 반역자라 아니할 수 없다"라고 말했다. 이렇게 시작된 윤치영·허정 등 이승만 지지파와 김준연 등의 호남파간의 갈등은 결국 1948년 8월 2일 이승만의 비서로 활동했던 윤치영의 한국민주당을 탈당과 8월 3일 정현모 등 9명의 국회의원의 탈당으로 이어졌다.
1948년 7월 31일 이승만은 이범석을 국무총리로 임명하였다. 1948년 8월 2일 국회는 총 투표수 197표 중 찬성 110표, 반대 84표, 무효 3표로 이범석 국무총리 임명 승인안을 통과시켰다. 이승만은 이범석이 국무총리 인준을 받자마자 "국무총리의 정견이라는 것은 대통령을 보필하여 대통령의 정견을 충실히 실천에 옮기는 것"이라고 국무총리의 역할을 규정하였다.
1948년 8월 2일 이승만은 이범석이 건의한 김성수 천거 8명 중 3명만을 기용하였고 나머지는 무산시켰다. 심지어 한민당계는 김도연 1명만을 입각시켰다. 이 일을 계기로 정치적 이해관계에 따라 밀월 관계를 갖던 이승만과 한민당의 관계가 악화되기 시작하였다. 단독 정부 수립에 협조하였음에도 이승만이 후하게 대해주지 않자 한민당은 이번 내각은 실패한 내각이라며 즉각 반발하고 야당화의 길을 걷게 된다.
한민당에는 이승만의 최측근인 윤치영, 허정, 이기붕 등이 있었다. 이들은 이승만과의 개인적인 인연으로 한민당이 이승만을 반대하는 즉시 한민당을 탈당하였다. 윤치영은 한민당을 탈당하면서 당리당략이나 일삼는 정상배, 정치 모리배, 양아치들이라고 극언을 퍼부었고, 이는 한민당 계열이 윤치영을 두고두고 미워하는 원인이 된다. 훗날 1963년 12월과 1966년 윤치영은 총리 내정자로 지명되었지만 한민당 출신 국회의원과 지식인들의 맹렬한 반대로 총리지명 자체가 철회되고 만다. 또한 한민당 계열 인사들은 윤치영이 박정희를 단군 이래의 최고의 지도자라 예찬한 것을 두고도 윤치영을 단군 이래의 최대의 간신이라고 비난했다. 한민당 출신들은 윤치영이 한민당에 극언을 퍼붓고 탈당한 점과 이승만의 절대 지지, 그의 일민주의 노선 지지, 나중에는 박정희를 적극 지지한 것, 3선 개헌과 유신을 적극 지지한 것을 두고 극도로 미워하게 된다.
이승만 정부 초대 내각의 대부분은 독립운동가 출신자로 기용되었다. 제1공화국 연인원 96명의 각료 가운데 30자리 이상을 구연수 등 친일파 또는 친일파 후손에게 주었다는 견해가 있다. 초대 내각을 구성한 장관으로는 외무 장택상, 내무 윤치영, 재무 김도연, 법무 이인, 국방 이범석(겸임), 문교 안호상, 농림 조봉암, 상공 임영신, 사회 전진한, 교통 민희식, 체신 윤석구, 무임소국무위원 이청천(지청천)·이윤영 등이 임명되었다. 김성수도 무임소 국무위원에 임명되었으나 취임을 거절하였다.
그러나 국회 내 친일 기득권 세력인 한민당의 횡포뿐만 아니라, 제주 4.3 사건, 여순사건 등 좌우 동족상잔까지 빈번해지자 이승만도 한발 물러서, 1950년 11월 23일 개각 시 장면, 김준연 등 민주국민당(한민당) 인사들을 대거 입각시켰다.

### 반민특위 방해 (1948)
무소속 의원들을 중심으로 반민족행위처벌법 제정 논의가 될 때, 친일 지주와 기업인은 한민당과 대한독립촉성국민회 등에 막대한 로비를 하여 이 법이 제정되기 어렵게 하였다. 특히, 곽상훈, 황호현 등 대한독립촉성국민회 의원, 김준연과 같은 한민당 의원은 반민법이 시행되면 사회 혼란이 초래될 수 있다고 극렬 반대하였다.
그러나, 양당에서 반민특위에 대한 공식적인 당론은 없었으며, 양당 소속 의원 대부분은 친일 청산이라는 목적에 의의를 뒀기에 표결에서 가결, 통과되었다.
이후 친일 경찰이 이승만의 지시에 의해 반민특위 활동을 노골적으로 방해할 때, 한민당은 소장파 의원 중 일부의 반발 외에, 이 방해 공작에 뚜렷한 비판 활동을 하지 않았다.
1948년 8월 16일 국회 특별법기초위원회는 남조선과도입법의원 때 제정한 '부일협력자·민족반역자, 간상배에 대한 특별조례안'을 근거로 반민족행위처벌법 초안을 작성하여 국회본회의에 상정하였다.
1948년 8월 19일 반민족행위처벌법 초안이 국회에 상정되자 국회 내의 공기는 찬반 양론으로 대립하였다. 반민족행위처벌법 국회 통과시 타격을 면치 못할 한민당은 '동 법안(반민족행위처벌법)이 필요는 하나 민중의 혼란을 초래할 우려가 있고, 또 동 법안은 너무나 추상적이니 법제위원회로 회부하자'는 의견을 냈다.
1948년 8월 20일 민주당 선전부장 김준연은 "일제치하 36년 동안에 경제·산업·교육·행정·문예 등 각 방면에 있어서 그 세력과 접촉되는 부면이 너무도 광범하였기 때문에 그에 관련되지 아니한 편이 극히 적었던 것은 부인치 못할 사실이다. 그러므로 그 문제를 너무 심히 추궁하면 교각살우(矯角殺牛)의 폐를 각출할 염려가 있을 것이니, 이 점에 있어서 국회의원 제씨의 특별한 주의를 요청하는 바이다"라고 말했다. 곽상훈은 "친일파를 자처하는 자는 벌써 자포자기하는 점이 있다. 그러므로 법안 범위를 더 축소하여 악질자에 한하자"고 말했다. 이정래는 "초안에 규정된 자 중에는 애국자도 있다. 애국자일수록 관대하여야 한다"고 말했다.
1948년 8월 23일 한국민주당의 당수 김성수는 친일파·민족 반역자 숙청을 강경히 주장하는 의원들에게 회견을 청하여 친일파 문제를 광범하게 취급할 것이 아니라 범위를 좁게 취급할 것을 요청했다.
1948년 8월 26일 반민족행위처벌법이 국회에서 논의되기 시작하자 한국민주당에 매월 20만 원 정도를 제공하던 친일재벌 金모씨는 돌연 동 법안을 완화 또는 무능화하도록 공작하는 자금으로서 2천만 원이라는 거액을 한국민주당에 제공하였다.
1948년 8월 27일 신익희 국회의장이 반민족행위가 있는 정부위원들의 임명을 승인하자 이에 반발하여 반민특위 전원이 사임하는 사태가 벌어졌다. 이날 국회 본회의장에 반민족행위처벌법 반대 삐라가 살포되는 사건도 있었다.
훗날 2004년 일제강점하 반민족행위 진상규명에 관한 특별법(친일진상규명법)이 제정됐을 때 보수계 정당은 친일파와 친공파의 후손이 친일 진상 규명위원이 될 수 없도록 "본인의 부모 및 조부모가 일본 제국주의의 국권 침탈 전후로부터 1945년 8월 14일까지 친일 반민족 행위를 하지 않았고, 1950년 6월25일부터 1953년 7월 27일까지 친공 반민족 행위를 하지 않았음을 소명해야 한다"는 문구를 법안에 넣었다. 이는 한민당의 직접적인 후신이자 DJP연합의 파탄으로 NLPDR계열을 대거 흡수하여 당을 재건한 민주당계 정당으로서는 사형 선고나 다름없는 문구였다. 민주당계 정당은 해당 문구가 연좌제이자 위헌이라면서 삭제해버렸다. 이 밖에 상대 정당 인사들의 조상을 욕보이려고 조사 대상과 범위를 늘였다 줄였다 하는 촌극도 벌어졌다. 결국 친일 청산은 재차 실패하였다.

### 여수·순천 사건 당시 (1948)
1948년 11월 6일 한국민주당은 여수·순천 사건을 계기로 대한민국 정부에 대한 공격을 강화하였다. 다음은 국제신문 보도문의 일부이다.
"국내 정계는 전남사건 발발을 계기로 상당한 파동을 치고 있다. 국회는 단순히 이 사건의 책임소재를 현 정부에 전가시킴으로써 정부의 입장을 곤란에 함입(陷入)시키려 하고 있으며 정부로서는 이에 대처하는 정치적 태세를 갖추려 하고 있어 이 2대 정치 조류는 정부시책의 지연과 아울러 민생 문제의 해결에 일대 암영을 투입하고 있는 것이 국내 작금의 정정(政情)이라고 정계 소식통은 단정하고 있는데, 정부에 대한 국회의 태도는 한민당의 복선 있는 정치행동으로 인하여 가지런(整然)치 못한 바 있어 국회에 대한 일반 인민의 재검토가 요청되고 있다. (중략) 이 국회의 비건설적 태도는 필연적으로 정부시책의 불활발을 초래하여 민생 문제의 해결도 상금 요원한 상태이며 따라서 인민의 원성은 고조되고 있는데 이 국회의 비사무적 태도는 드디어는 여수 사건에 봉화를 찌른 바 되어 정정(政情)은 慅然을 면치 못(未免)하게 되었다. 사실상 국회 내의 한민당 세력은 정권 획득을 목표하고 정부에 적대하고 있는데 국회 내의 비한민 세력까지도 의식 혹은 무의식적으로 이에 합작한 바 되어 작금의 국회는 법안의 조급 성립보다는 정부 공격 내지 타도에 그 일체의 정력을 경도집중(傾倒集注)하고 있는 감이 농후하다. 더욱이 정부유지의 선결 과제인 국군조직법 등이 헌신짝(弊履)과 같은 취급을 받고 오로지 정부 공격에 무사한 날(寧日)이 없는 것이 국회 행동의 실제적 면이라 아니 할 수 없다. 한민당의 독점적 독단장이 되다시피 한 국회는 일련의 한민당의 정치적 유등(幼燈)에 현혹된 바 되어 국방을 등한히 하고 민생 문제의 해결에 무관심하며 나아가서는 일당의 의사에 사변(事變)되는 바 되었다고 양심적 정치통의 염려를 사고 있어 정부는 물론 국회의 자가비판이 요청되고 있다. 일반 지식층에서는 국회는 정권을 농단하는 정권 쟁탈전의 기관이 아니오, 인민의 의사를 대표하여 인민 생활의 향상 해결을 기도하여야만 하는데도 불구하고 한민당의 무궤도적 정치 행동에 전단된 감이 농후한 것은 일대 민족적 유감사라는 견해를 표시함으로써 국회의 맹성을 촉구하고 있다. (후략)"

### 해체 후 민주국민당 결성 (1949)
1949년 1월 26일 한국민주당과 대한국민당이 각각 해체 후 민주국민당을 통합 결성할 것을 결의하였다. 1949년 2월 10일 민주국민당이 정식 출범하였다. 이 과정에서 이유선(李裕善)·송진백(宋鎭百)·최헌길(崔獻吉)·황호현(黃虎鉉)·최규옥(崔圭鈺)·이요한(李要漢)·진헌식(陳憲植)·박준(朴峻) 등 대한국민당 소속 국회의원 23명이 한국민주당과의 합당을 반대하고 탈당하는 진통이 있었다.
민주국민당은 1955년 민주당의 모태가 되었다.

### 농지개혁법과 이승만 세력과의 결별 (1949)
1949년 6월 21일 이승만 정부는 농민들의 농지 및 토지 개혁에 대한 목소리에 부응하여 농지개혁법을 제정하였다. 농지개혁법은 한민당의 재정적 기반이던 전라도 친일 지주층을 한 방에 박살낼 결전병기였다. 1948년 내각 구성 당시 이승만이 김성수의 천거를 무시했던 일에 더하여 농지개혁법 제정으로 인해 친이승만이던 민주국민당의 정치 노선은 반이승만으로 완전히 바뀌었다.
한도숙에 의하면 농지개혁법이 농지에만 한정되고 임야 등은 제외된다는 점을 악용, 바닷가 논을 염전으로 바꿔 농지 개혁 대상에서 벗어나는 행각이 벌어지기도 했다. 그리고 이 짓을 벌인 사람이 바로 한민당 당수 김성수였다고 하였다. 이는 당시 김성수의 친동생이자 삼양사의 창업주인 김연수 (1896년)가 형제의 고향인 전북 고창에 국내 최초의 민영염전인 해리염전을 추진했던 것으로, 일제가 염전을 이북 지역에 집중적으로 개발했기에 남한에서는 소금 부족이 국가적 문제였다고 한다. 1949년 생산 첫해에 8998가마의 천일염을 '삼양소금'이라는 이름으로 전국에 공급하게 되었다.
한편, 한국민주당이 농지개혁 자체를 반대한 것으로 알려져 있지만 그렇지는 않다. 농지개혁 자체는 지지했지만 각론에서 차이가 있었던 것으로, 농지개혁 당시 민주국민당(한민당)은 유상몰수-유상분배 방식을 기반으로 30%씩 10년 상환하는 안을 주장했는데, 이 안에 대해 타 정당들이 반발했던 것이었다. 반대 측에서는 무상분배나 10%씩 5년 상환안 등을 주장했다. 결국 농지개혁법은 30%씩 5년 상환하는 것으로 최종 입법되었다. 당시의 기록들을 보면 다음과 같다.
"토지 정책에 있어서도 종래의 불합리한 착취 방법을 단연 배제하기 위하여 일본인 소유 토지의 몰수에 의한 농민에게 경작권 분여는 물론이거니와 조선인 소유 토지도 소유를 극도로 제한하는 동시에 매매 겸병을 금하여 경작권의 전국적 시설을 촉진하여 민중의 생활을 권보하지 않으면 아니될 줄 믿습니다."

ㅡ 한국민주당 수석총무(당대표) 송진우. 1945년 12월 23일.

"5일 공포된 보선결(5.10 총선거)를 속히 실시하여 자주정부를 독립케 할 것이며, 신한공사를 해체하여 토지를 농민에게 적정가격으로 분여함에 있어 일반 토지개혁도 실행을 촉진해야 할 것이다."

ㅡ 한국민주당 선전부. 1947년 9월 6일.

"농지개혁은 소작농민은 물론 지주까지도 손해 없이 토지소유관계의 재편성을 기함을 목적으로 하는 것이므로 농지를 매수당한 지주에게는 상당한 보상과 적당한 보호를 하여서 산업자본가로 전향케 하여 민족자본을 육성시켜 국가경제 발전에 기여하도록 함이 타당하다. 농지 상환율은 최선은 못되나마 30할 10년이 적당할 것이다. 이것은 신한공사(新韓公社)의 30할 5년을 규준(規準)으로 할 것이며 현재 지금(現今) 소작료를 3할 3분 지불하고 있으므로 농민에게는 과중한 부담이 아닐 것이다."

ㅡ 민주국민당. 1949년 03월 17일.

국회내 소장파를 비롯한 무소속의원과 非민주국민당 측에서는 방금 심의중에 있는 농지개혁법안이 농민을 위한 것이 아니라는 점을 지적하고 대폭 수정을 기도하는 동시에 공동태세를 구성하여 공동보조를 취하기로 되었다. 同成會 소장파, 以正會·靑丘會 중 약 60여 의원은 15일 오후 이정회관서 연석회의를 개최하고 농지개혁법안의 수정에 대하여 기탄없는 의견을 교환한 결과, 대체로 농지매상대금은 평년생산고의 10할 내지 15할로 하기로 합의를 보았다 한다. 제1안은 유상매상으로 무상분배하고, 제2·제3안은 유상매상하여 유상분배하되 농지대금 상환기간은 5년으로 단축시킬 것으로 결정을 보았다는 바 공동투쟁하기로 결정을 본 수정안 요지는 다음과 같은 것이라 한다.
△제1안 농지대금은 최고 10할로 유상매상하여 무상분배할 것

△제2안 농지대금은 최고 10할로 유상매상하여 유상분배하되 상환기한은 5년으로 균분할 것

△제3안 농지대금은 최고 15할로 체감매상(대지주는 희생하여 5할정도로 매상)하되 소지주의 利害를 고려하여 15할로 유상분배하되 5년간 균분할 것

ㅡ 非민주국민당 측 국회의원들, 농지개혁법안 수정에 공동보조. 1949년 03월 17일.

“농지개혁법이 통과되었으나 이것을 실시할 행정기구와 예산이 정비되지 못하여 실행되지 못하고 있고 보건부가 독립되어 있으되, 예산 기타 관계로 위험한 나병환자가 그대로 방치되어 있는 것은 유감이다. 민주문제와 민중보건에 관한 문제도 하루바삐 해결하여 민중으로 하여금 독립국민의 기쁨을 갖게 해야할 것이다.”

ㅡ 咸尙勳 민주국민당 선전부장, 농지개혁법 실시를 강조. 1949년 08월 20일.

## 평가

### 정부 수립 전 친이승만이었다가 정부 수립 후 반이승만화
당리당략과 이해타산에 의한 것이었지만, 대체로 해방 이후부터 대한민국 정부 수립 때까지 이승만의 주장에 동조하고 지지하는 세력이었다.
단, 대한민국 정부가 수립되고 국회 기득권을 차지한 다음부턴 이승만의 미국식 대통령책임제를 타도하고 국회가 국가 권력을 장악하는 일본식 내각책임제를 관철하려는 등 이승만의 가장 적대적인 세력으로 변모하였다.

### 극우 정당
1948년 4월 11일 한국민주당이 임위에 보낸 메시지 내용에 따르면, 유엔은 유엔보고서에 한민당을 극우라고 규정하였다.
1948년 7월경의 주한미군사 자료 '경무부 내부 갈등(Friction Within the Police Department)'에는 "양측 모두 극우적인 한민당 소속이었는데,"라고 명시하고 있다.
1950년 6월 2일 한성일보, 자유신문 등의 보도 내용에는 "종래 극우이던 한민계 의원"이라고 명시하고 있다.
1991년 한국학중앙연구원 양동안은 자신의 논문에서 "분류법에 따라 이승만·김구·한민당을 극우로 분류"한다고 기술하였다.
1996년 서울대학교 한국정치연구소 길승흠은 자신의 논문에서 한민당을 극우로 분류하였다.

### 반공주의 정당
반공주의 기치가 높이지던 당시 그 중에서도 가장 적극적으로 반공주의를 외친 정당이었다.
한국민주당·민주국민당·민주당의 지도층이자 대한민국의 초대 경무부장이었던 조병옥은 제주 4.3 사건 당시 김익렬의 '귀순작전'에 반대하고 '강경진압'에 앞장서기도 하였다.

### 친일파 정당
한국민주당은 그 구성원이 모두 친일파는 아니었으나, 친일파를 중심으로 돌아가는 측면이 있었다. 한민당을 창립한 장덕수·김성수부터가 친일반민족행위자였다. 게다가 대외적으로는 자타공인 친일파 정당이었다.
1945년 11월 미군정 보고서에 의하면, 공산주의자들은 한국민주당을 친일적이고 반동적이며 반역적이라고 비난하며 공격하였다. (Political Trends #2, 26 Oct. 1945, p.2.) 이승만이 독립촉성중앙협의회를 통해 공산당의 참여를 시도하였으나 공산당원들은 이를 꺼려하였다. 박헌영은 독립촉성중앙협의회의 집행부가 한국민주당과 국민당의 반동적이고 친일적인 인사들에 의해 지배되고 있다고 판단하였다. 이승만이 그러한 인사들을 배제하겠다고 약속하자 공산당은 독립촉성중앙협의회에 참여하였다. (USAFIK G-2, Periodic Report #34, 3 Nov. 1945, p.3.)
1947년 미군정이 적산(敵産)을 현금 일시지불 원칙에 의해 불하한다는 결정을 내자 각계에서는 '일본 제국에 협조해서 부를 확보해두지 않은 이상 누구도 적산을 살 수 없을 것'이라고 비판했지만, 한민당은 현금 일시 지불 불하에 찬성한다는 입장을 밝혔다. 이러한 태도가 한민당을 ‘친일파 정당’, ‘지주와 자본가의 이해 관계를 대변하는 정당’이라는 여론이 제기될 수밖에 없는 상황을 만들었다.
국제신문 1948년 8월 19일자에는 "동 법안(반민족행위처벌법)이 국회를 통과하고 실시하게 된다면 실질상 약간의 타격을 면치 못할 한민당"이라고 기술되었다.
1948년 8월 23일 한국민주당의 당수 김성수는 친일파·민족 반역자 숙청을 강경히 주장하는 의원들에게 회견을 청하여 친일파 문제를 광범하게 취급할 것이 아니라 범위를 좁게 취급할 것을 요청했다.
1948년 8월 26일 반민족행위처벌법이 국회에서 논의되기 시작하자 한국민주당에 매월 20만 원 정도를 제공하던 친일 재벌 金모씨는 돌연 동 법안을 완화 또는 무능화하도록 공작하는 자금으로서 2천만 원이라는 거액을 한국민주당에 제공하였다.
1952년 3월 21일 프란체스카가 올리버에게 보낸 서한에는 "민국당 지도자들은 대부분 친일적이고 그들 자신의 이익만을 생각하고 손실을 고려하지 않는다"고 적혀 있다.
1952년 10월 13일 조병옥은 '민주국민당 최고위원이었던 지청천이 탈당을 하면서 친일파 민족 반역자 소굴인 민국당을 급히 탈당하라고 신익희에게 권했다'고 하였다.
한민당에서 탈당한 윤치영은 한민당이 친일파 정당이라고 비난하였다.
반면 한민당 창당 멤버의 한 사람인 허정은 일부 친일파의 수용을 인정하였지만 나름대로 엄선 기준이 있었다 한다고 반박하였다. 그는 "일제 하에서 고급 관리를 지냈거나 친일파로 지목받던 사람들이 몇 사람 있었다고 하더라도, 이들이 극악한 친일파나 민족 반역자는 아니었다"고 주장했다.
2004년 조선일보 기자 이한우는 당시 친일파 논쟁이 격화되자, 한나라당을 친일파로 공격하는 일부 좌파 진영의 주장에 대해 "진보 진영에서는 늘상 이승만 대통령이 친일파를 감싸안았다고 비판합니다. 그런데 묘한 것은 이승만이 감싸안았다는 친일파의 실체가 묘연하다는 것입니다. 그러나 당시에는 분명했습니다. 한민당이었죠. 이승만이 건국 과정에서 한민당과 함께 했고 건국 이후에는 한민당을 내팽겨친 것은 알고 계시겠죠. 그 한민당이 민주당 됐고 박정희 때 신민당 됐다고 거기서 쪼개져 김영삼, 김대중이 나왔다는 거 아시죠"라면서 역으로 반박을 가하기도 했다.
2021년 3월 31일 역사학자 이덕일은 "지금 민주당은 해방 공간의 한독당이 아니라 한국민주당(한민당)을 계승한 정당이다", "한민당의 주축은 지주 세력과 친일 세력이었다", "미군정 시기에 한민당은 사실상 여당 역할을 하게 된다. 한민당은 미군정하에서 좌익은 물론이고, 민족주의 계열의 독립운동가들도 척결했다. 한민당은 특히 한독당 세력을 아주 강하게 숙청했다", "1950년 두 번째 선거에서는 한독당이 후보를 낸다는 소문이 돌았다. 한독당이 참여하면 제1당이 될 게 뻔했다. 이때 백범이 갑자기 암살을 당했다. 결국 선거 때문에 백범이 암살당했다고 본다"고 말했다.

### 호남 지주 중심 정당
한국민주당은 전라도를 중심으로 태동하였다. 전라도 지역은 한반도에서 가장 광활한 곡창 지대였기 때문에 대지주들이 많았고, 이들을 중심으로 다른 지역보다 일찍 한민당 지부가 결성될 수 있었다. 1945년 11월 초 광주에서 한민당 지부가 결성되었으며, 이후 김양수(순천), 서민호(별교) 등을 중심으로 하여 각 지역에 지부를 설치하였다. 그러나 한민당에 참여한 인물들이 외국 유학파와 김성수의 동아일보, 보성전문학교, 경성방직 관련자들 그리고 자본가들이었기 때문에, 한민당은 이승만이나 임정을 봉대하지 않고서는 당세를 확장시킬 만한 명분이 없었다. 그래서 한민당은 이승만에게 한민당 총재 취임을 부탁했지만 이승만은 이미 독립촉성중앙협의회를 중심으로 한 정치 활동을 구상하고 있었으므로 거절하였다. 또한 한민당은 임정이 귀국하기 전에 이미 환국지사후원회를 조직하여 1차로 900만 원을 만들어 이를 정치 자금으로 사용하도록 임정에 전달했지만 임정은 친일파 정당이라고 비난받는 한민당으로부터의 후원을 거절하였다. 따라서 한민당은 당 활동의 구심점을 마련할 수 없었다. 요컨대 한민당에 참여한 인사들이 모두 전라도 출신이었던 것은 아니지만 당세가 전라도에 고착되어 호남 지주 중심의 정당이 된 것은 사실이다.
한민당의 주요 인사는 김성수(전북 고창, 동아일보), 김병로(전북 고창, 탈당), 백관수(전북 고창, 탈당), 나용균(전북 정읍), 이석주(李錫柱; 전북 전주), 송진우(전남 담양, 동아일보), 정광호(전남 광주), 홍성하(전남 광산), 백남훈(전남 담양), 김준연(전남영암), 이철승(전북 전주), 김용무(전남 무안), 김양수(전남순천), 서민호(전남 고흥) 외에도, 장덕수(황해남도, 동아일보), 함상훈(황해남도, 동아일보), 백낙준(평안북도), 원세훈(서울, 탈당), 이기붕(서울, 탈당), 김도연(서울), 구자옥(경기 광주), 임영신(충남 금산, 탈당), 유진산(충남 금산), 윤보선(충남 아산), 유진희(충남 예산), 윤치영(충남 아산, 탈당), 조병옥(충남 천안), 장택상(경북 칠곡), 조헌영(경북 영양), 송남헌(경북 문경, 탈당), 이활(경북 영천), 서상일(대구), 이인(대구), 최윤동(대구), 김재학(金載學; 경남 통영), 김효석(경남 합천, 탈당), 이길용(李吉用; 경남 마산, 동아일보), 허정(부산, 탈당), 김약수(부산, 탈당) 등이 있었다.
1948년 7월 30일 한민당에 이승만파와 호남파 간의 갈등이 있었는데, 이는 결국 1948년 8월 2일 윤치영의 한국민주당을 탈당과 8월 3일 정현모 등 9명의 국회의원의 탈당으로 이어졌다.
1950년 4월 29일 각 당·단체 대표 좌담회에서 경향신문 소속 사회자는 구자흥에게 "세상에서는 전라도가 민국당의 금성탕지(金城蕩地, 쇠로 만든 성과, 그 둘레에 파 놓은 뜨거운 물로 가득 찬 못이라는 뜻으로, 방어 시설이 잘 되어 있는 성을 이르는 말)라고들 하는데 이 점 구 선생 어떻게 보십니까?"라고 말했다.
1950년 5월 27일 존 무초 주한미국대사는 전라도를 "민주국민당의 요새"라고 표현하였다.
다만 허정은 한민당을 가리켜 전라도 당, 호남 갑부의 정당이니 친일파의 소굴이니 하고 비난하는 것은 공산당의 악의의 찬 비난에 지나지 않았다고 반박하였다. 조병옥은 '송진우나 김성수는 정당을 조직하는 데 있어서나 또는 당 사업을 하는 데 있어서도 지방적인 차별을 두지 않고 인재 본위 실력 본위로 사람을 등용하였으며 특히 정당 및 사회단체 조직에 있어서는 그런 점에 가장 유의하고 세심한 검토로서 전력을 다하여 주력하였던 것이다'며 지역 정당이 아니라고 반박하였다.

## 논란 및 의혹

### 계보 논란
작가 장정일은 2004년 민주노동당의 "50년 만의 결실"이라는 주장을 풍자했다. 그에 의하면 '44년 만의 진보 정당의 국회 등원을 '50년 만의 결실'이라고 부정확하게 반올림하는 것만큼이나 진보 정당 자체에 대해 무지하다는 사실이다. 그리고 이런 무지는 4.15 총선을 전후하여 새천년민주당의 운명을 놓고 '50년 전통의 야당'이라는 가당치도 않은 수사가 분분했던 것과 동전의 양면'이라는 것이다.
장정일은 또, 2004년 4.15 총선을 전후하여 새천년민주당의 쇠멸하는 진로를 놓고 '50년 역사의 전통 야당'을 지켜 달라고 읍소하는 민주당 지지자들이 꽤 있다. 하지만 새천년민주당의 50년 전통 운운은 민주노동당의 50년 만의 진보 정당 의회 진출이라는 환희에 찬 구호와 달리 사기성이 짙은 것이다.'라고 지적한다. 그에 의하면 '새천년민주당의 기원을 1990년 1월 22일에 행해진 김영삼의 3당 합당에서부터 찾지 않고 한민당, 민국당, 신한당으로 이어지는 계보에서 찾고자 한다면 안티조선 논객을 자청했던 조선일보 기자 이한우 등의 비아냥에 직면할 수밖에 없다'고 지적한다.

## 역대 총선 결과
|  | 11.5% |

|  | 11.5% |

## 같이 보기
| - 대한민국의 민주당계 정당 - 제헌국회 - 민주국민당 - 민주당 - 조선민주당 - 한국독립당 - 원세훈 - 김병로 - 김용무 - 윤보선 - 윤일선 - 윤치영 - 이인 - 이순탁 | - 조선공산당 - 남조선로동당 - 국회프락치 사건 - 윤치호 - 이승만 - 김구 - 김규식 - 서상일 - 김약수 - 노익환 - 이철승 - 장면 - 장건상 - 장택상 | - 국민대회준비위원회 - 건국준비위원회 - 미소공동위원회 - 신탁통치 반대 운동 - 김성수 - 송진우 - 백남훈 - 백관수 - 조병옥 - 박순천 |

## 참고 자료
- 한국민주당 선전부, 《한국민주당소사》 (한국민주당, 1948)
- 박태균, 《한국전쟁》 (책과함께, 2005년) 55, 56쪽.
- 강준만, 《한국현대사산책:1940년대 편 1, 2》(인물과사상사, 2006)
- 강준만, 《한국현대사산책:1950년대 편 2》(인물과사상사, 2006)
- 이영훈, 《파벌로 보는 한국야당사》 (도서출판 에디터, 2000)
- 이기택, 《한국야당사》 (백산서당, 1987)
- 심지연, 《한국민주당연구 1》(도서출판 풀빛, 1982)
- 역사문제연구소, 《한국정치의 지배이데올로기와 대항이데올로기》 (역사비평사, 1994)
- 한배호, 《한국현대정치론》 (오름, 2000)